# Janskerk (Utrecht)

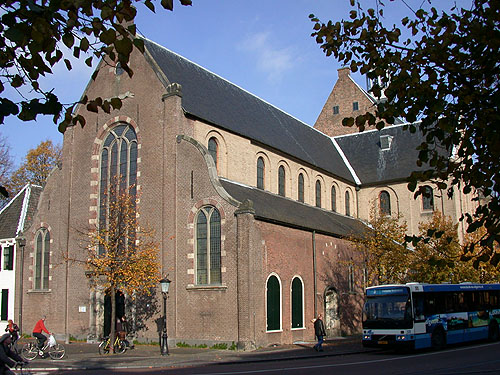
Außenansicht

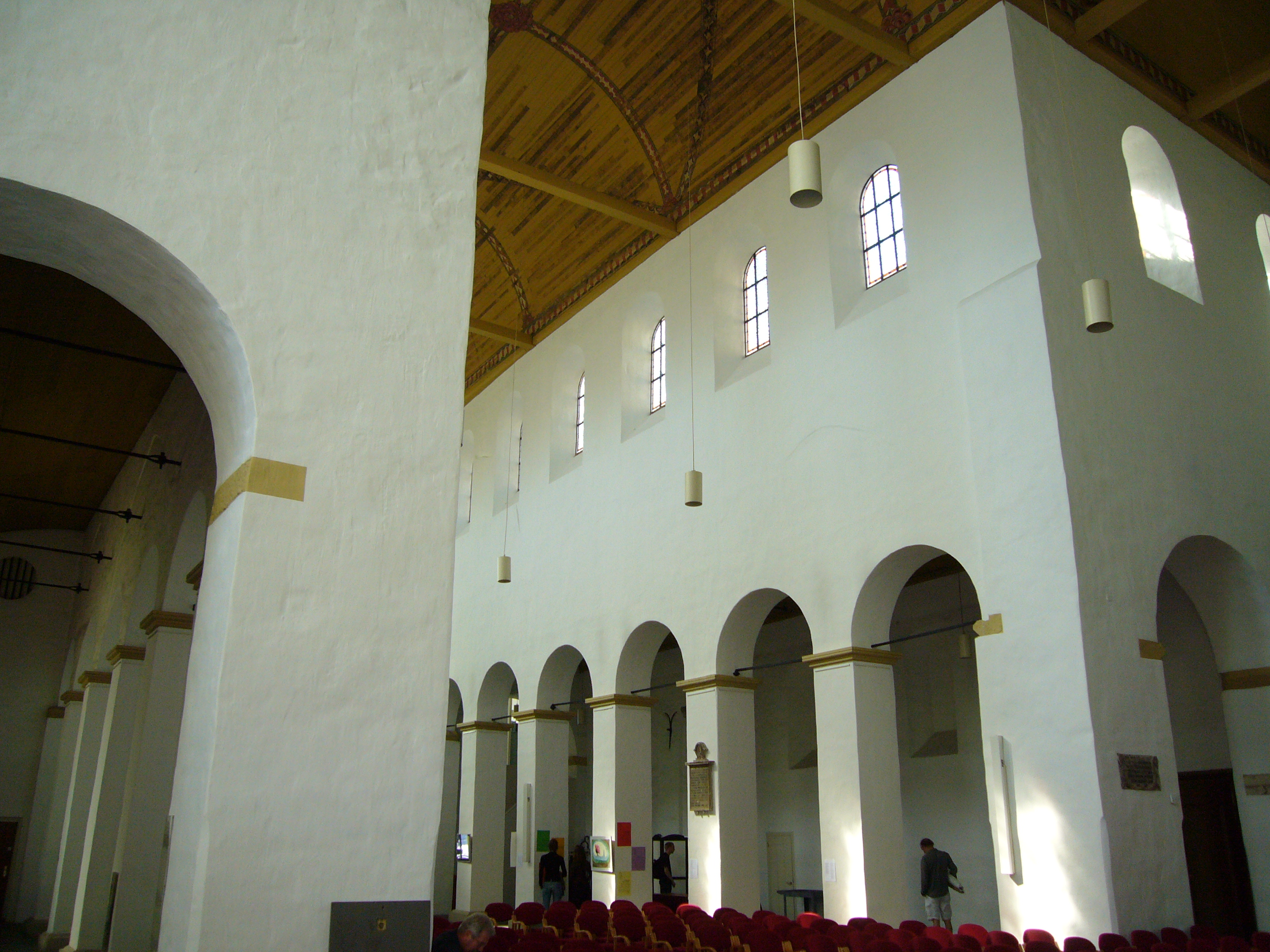
Das romanische Kirchenschiff

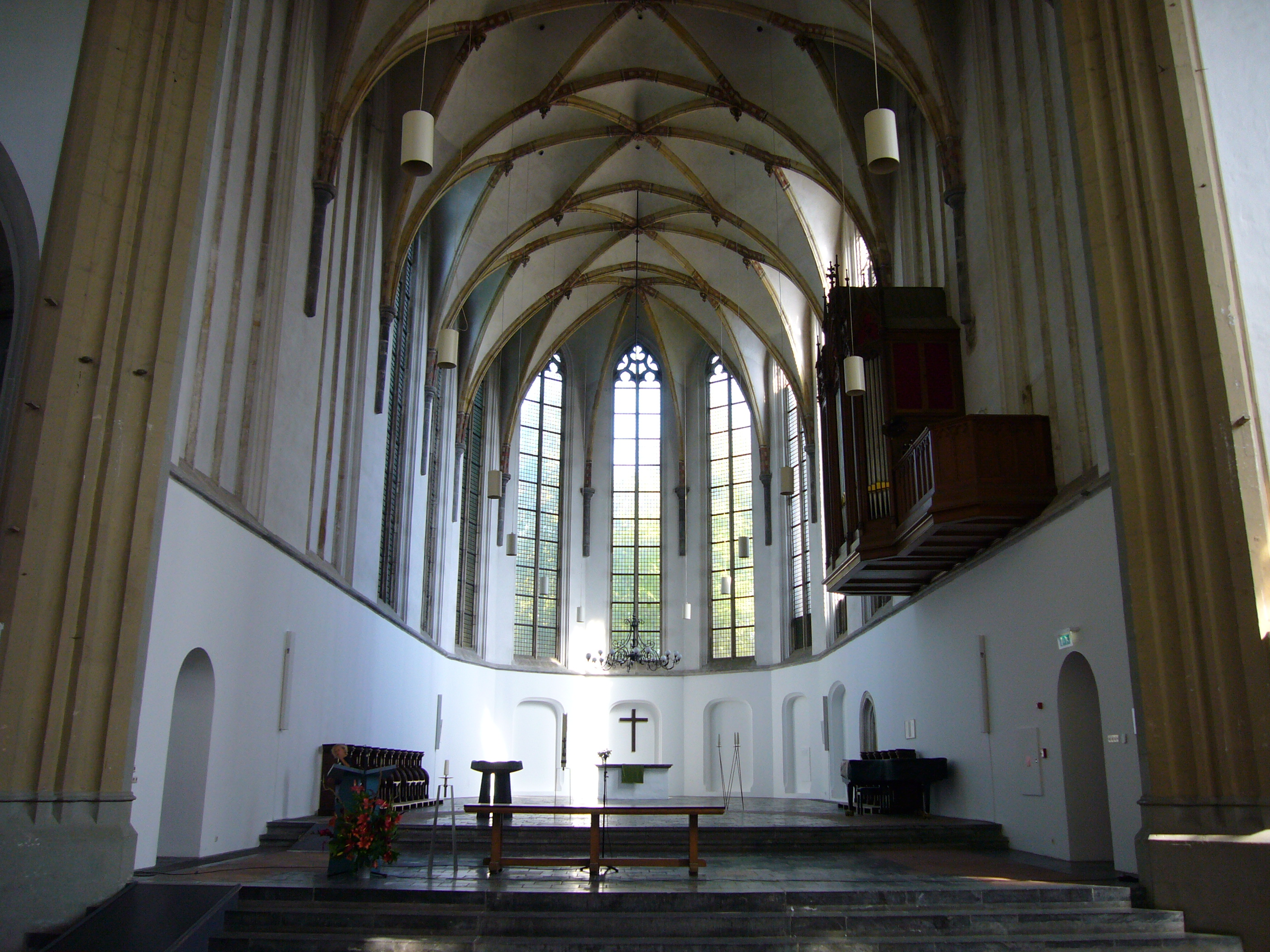
Der gotische Chorraum

Die Janskerk ist eine der ursprünglich fünf mittelalterlichen Stiftskirchen in der niederländischen Stadt Utrecht und bildete den nördlichen Punkt des Utrechter Kirchenkreuzes.

## Geschichte
Die kurz nach 1040 geweihte Janskerk war ursprünglich im Baulichen weitgehend identisch mit der im Osten der Stadt gelegenen Pieterskerk. An der Stiftskirche waren 20 Kanoniker bepfründet. Während das Lang- und Querhaus im romanischen Stil erhalten blieben, wurde der Chor von 1508 bis 1539 durch einen hohen gotischen Neubau ersetzt. Das ursprüngliche Westwerk verfiel seit dem 14. Jahrhundert; 1681 wurde es durch einen schlichten Giebel ersetzt. Nach Einführung der Reformation 1580 wurde im Chor der Kirche die Stadtbibliothek aufgestellt. 1977 bis 1981 wurde die Kirche durchgreifend restauriert; bei diesem Anlass wurde auch Umbauten der Reformationszeit rückgängig gemacht. Die Janskerk dient heute der ökumenischen Studentengemeinde als Gotteshaus.

## Orgel
Die Orgel wurde 1861 von den Orgelbauern Witte (fa. Bätz & Co.) erbaut. Sie wurde im Laufe der Zeit nur geringfügig verändert, und 1981 in den Ursprungszustand zurückgeführt. Das Instrument hat 19 Register auf zwei Manualen und Pedal. Die Trakturen sind mechanisch.
| I Hauptwerk C–f3 |            |     |
| 1.               | Bourdon    | 16′ |
| 2.               | Prestant   | 8′  |
| 3.               | Roerfluit  | 8′  |
| 4.               | Octaaf     | 4′  |
| 5.               | Roerfluit  | 4′  |
| 6.               | Quint      | 3′  |
| 7.               | Octaaf     | 2′  |
| 8.               | Mixtuur IV | 3′  |
| 9.               | Cornet V   |     |
| 10.              | Basson     | 16′ |
| 11.              | Trompet    | 8′  |

| II Bovenwerk C–f3 |           |    |
| 12.               | Prestant  | 8′ |
| 13.               | Viola     | 8′ |
| 14.               | Holfluit  | 8′ |
| 15.               | Salicet   | 4′ |
| 16.               | Fluit     | 4′ |
| 17.               | Gemshoorn | 2′ |

| Pedaal C–f1 |        |     |
| 18.         | Subbas | 16′ |
| 19.         | Violon | 8′  |

Koppel: I/P